# Wilhelm Jacobi (Bildhauer)
Wilhelm Friedrich Ludwig Otto Jacobi (* 6. Dezember 1863 in Neubrandenburg; † 4. Mai 1924 in Berlin-Wilmersdorf) war ein deutscher Bildhauer.

## Leben
Wilhelm Jacobi war Sohn des Handschuhmacher und -fabrikanten (Friedrich Heinrich) Anton Jacobi (auch Jacoby), der 1858 als Pastorensohn aus Teschendorf nach Neubrandenburg zugewandert war, den Bürgereid ebenda geleistet hatte und 1869 nach Berlin übersiedelte. Ein Bruder, Friedrich Jacobi, war Arzt in Berlin; ein weiterer, Hermann Jacobi, war evangelischer Pfarrer in Rüdersdorf.
Jacobi bekam 1879 ein Stipendium der Berliner Gewerbeausstellungs-Stiftung und konnte daraufhin drei Semester die Modellierklasse der Unterrichtsanstalt des Kunstgewerbemuseums besuchen. Anschließend arbeitete Jacobi für drei Jahre bei Rudolf Siemering an dessen Washington-Denkmal für Philadelphia. Mit dem ersparten Geld studierte er von Oktober 1892 bis 1898 an der Akademischen Hochschule für die Bildenden Künste Berlin bei Ernst Herter und Karl Hilgers. Hilgers hatte ihn vor dem Studienbeginn 1892 am Denkmal für Kaiser Wilhelm I. in Stettin beteiligt.
Jacobi starb in seiner Wohnung, Pfalzburger Straße 6, in Berlin-Wilmersdorf.

## Werke
- Relief Friedrich Heinrich Jacobi in der Kirche zu Teschendorf
- Grabrelief Johannes Kniese auf dem Alten-12-Apostel-Kirchhof Berlin
- Lambert-Steinwich-Denkmal mit Standbild in Stralsund
- Denkmal für Siegfried Schaffner in Gumperda
- Reliefs und Kanzelfiguren in der St. Clemenskirche Berlin
- Relief „Christliche Märtyrer im römischen Zirkus“
- „Eva“, „Träumerei“, „Koketterie“, „Knöchelspielerin“, „Heiderose“

## Galerie

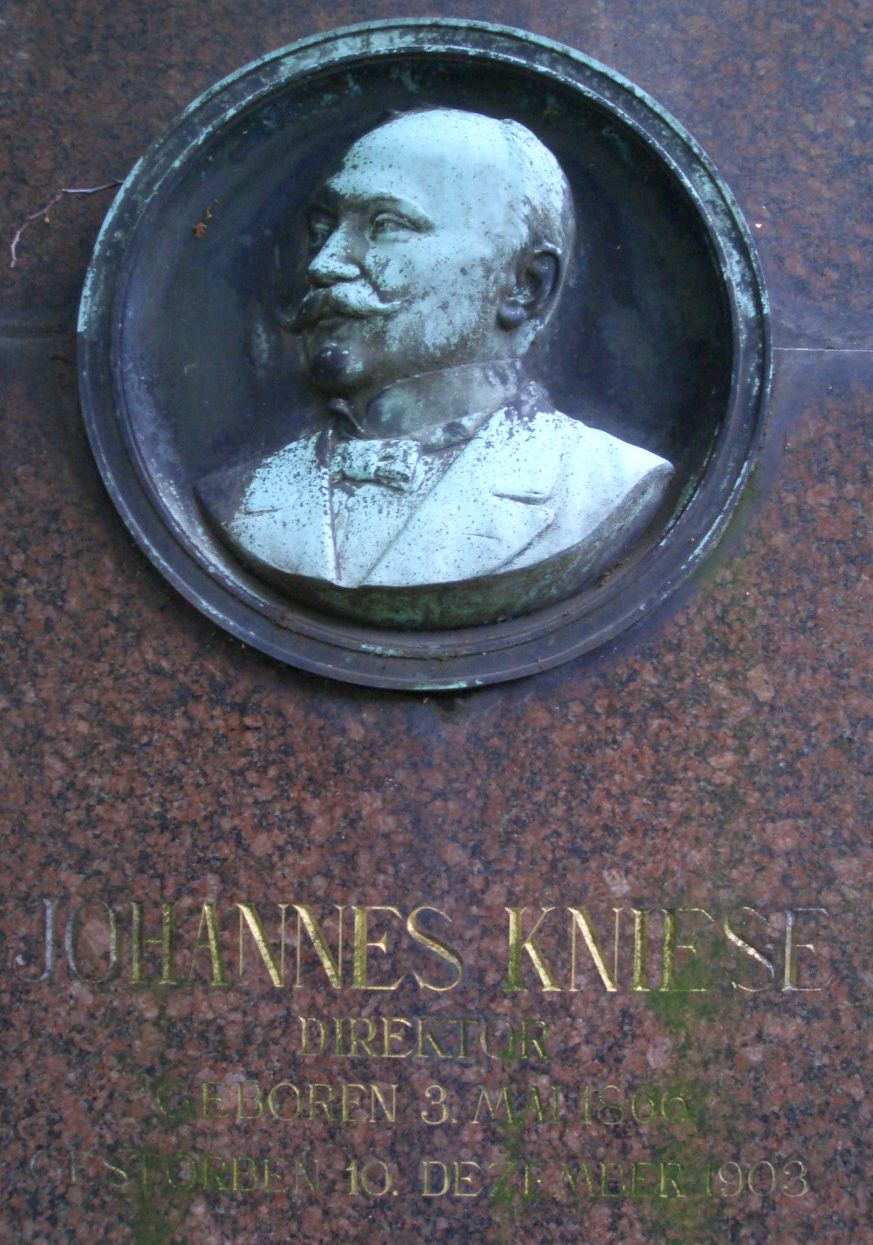
Grabrelief Johannes Kniese auf dem Alten Friedhof der Zwölf-Apostel-Gemeinde in Berlin-Schöneberg
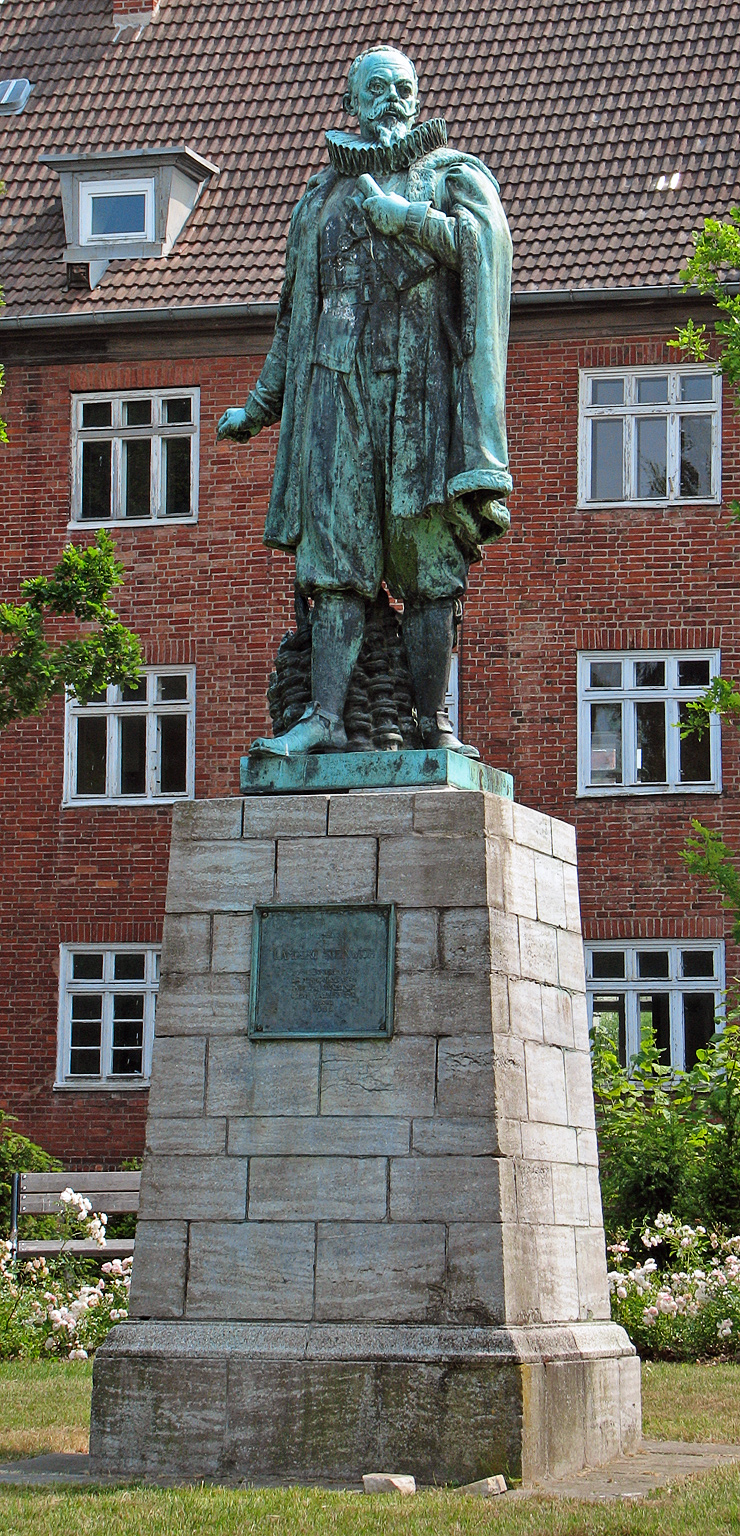
Lambert-Steinwich-Denkmal in Stralsund
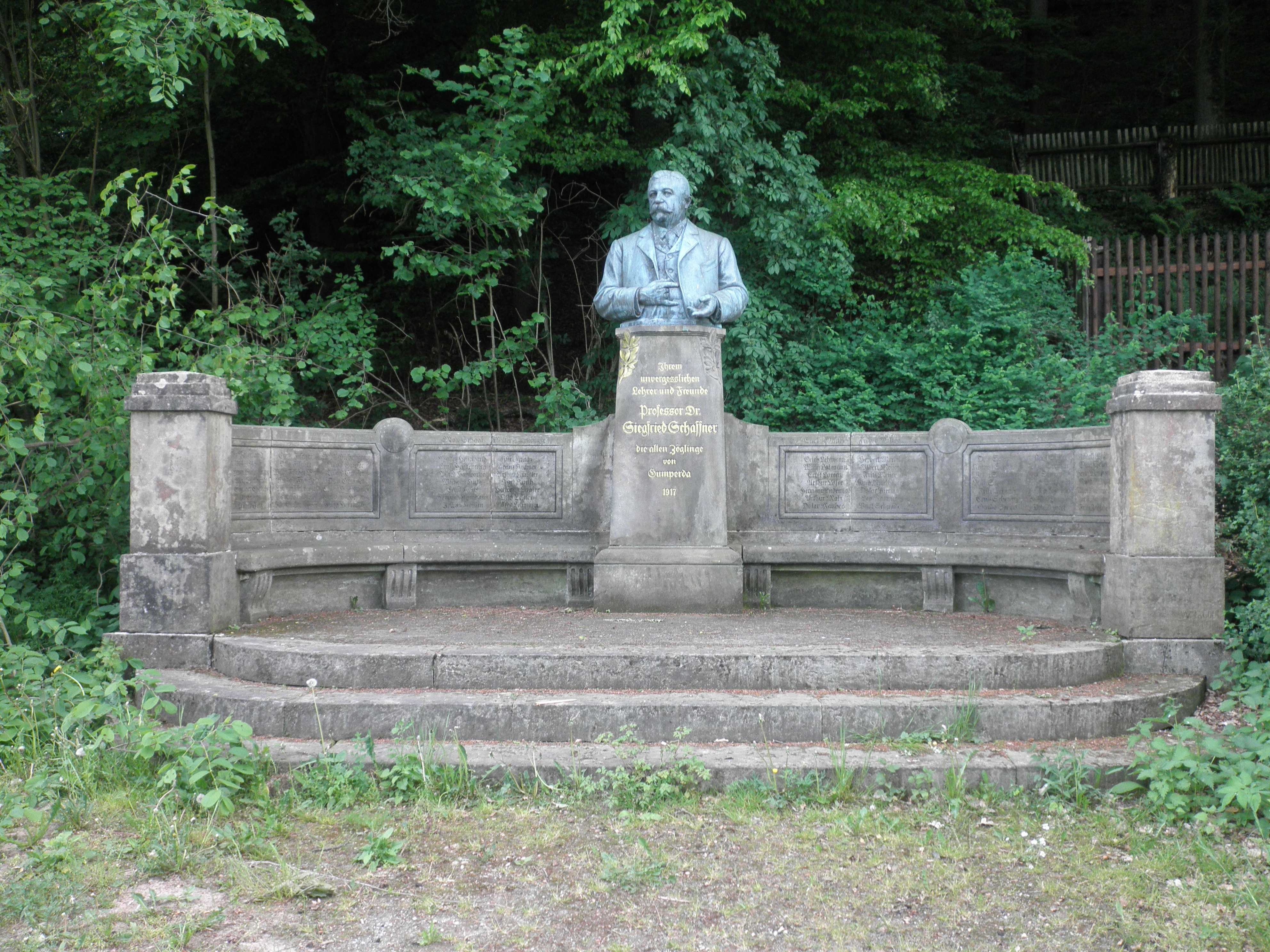
Siegfried-Schaffner-Denkmal in Gumperda